# فهرست آثار تاریخی بوکان
فهرست آثار تاریخی بوکان:

## آثار پیش از تاریخ

### پارینه سنگی
- گردی خلیسکه
- دخمه عباس‌آباد
- قلعه کچی بگ

### هزاره اول/دوم پیش از میلاد
- تپه آسیاب کهنه
- تپه کلک آبی
- تپه سیخان کوچک
- تپه سیخان بزرگ
- تپه موچه
- تپه کلتپه
- قلعه تپی
- گوک‌تپه
- تپه گرد عربلو
- تپه گرده‌مالان
- گرد عثمان قلعه

### نوسنگی و مس سنگی
- تپه محمود ارمنی بلاغی

## دوران ماد و هخامنشی
- تپه قلایچی
- قلعه بردینه

## کالکوتیک و برنز
- تپه گرده‌خزینه
- تپه مقصود
- تپه گرده‌شین
- گرد عثمان قلعه
- تپه کانی‌کوزه
- قلعه ناچیت
- تپه عبدالله تپی سی
- تپه آشی
- تپه روژبیانی

## اشکانیان و ساسانیان
- تپه داربسر
- زمین‌های جره
- تپه سردارآباد
- تپه تابانی

### پس از اسلام

#### صفوی
- پل سلطان
- سد قرمیش

#### قاجار
- آرامگاه پیرمحمد
- آرامگاه حاجی شیخ گُل
- خانقاه شمس‌الدین برهان
- مقبره شیخ احمد کور
- حوضخانه بوکان
- سد قورمیش
- قلعه سردار
- قلعه ینگی کند
- مسجد جامع
- مسجد محمدحسین خان مکری
- آرامگاه سرداران مکری
- مسجد حمامیان